# الکساندر بوگاچ
الکساندر بوگاچ (اوکراینی: Евстафиев Дмитрий Александрович؛ زادهٔ ۲۶ فوریهٔ ۱۹۸۳) بازیکن فوتبال اهل اتحاد جماهیر شوروی سوسیالیستی است.